# Love's Secret Domain
Love's Secret Domain è il terzo album in studio del gruppo musicale britannico Coil, pubblicato nel 1991.

## Tracce
1. Disco Hospital – 2:18
2. Teenage Lightning 1 – 1:49
3. Things Happen – 4:22
4. The Snow – 6:41
5. Dark River – 6:27
6. Where Even the Darkness Is Something to See – 3:05
7. Teenage Lightning 2 – 5:09
8. Windowpane – 6:11
9. Further Back and Faster – 7:55
10. Titan Arch – 5:02
11. Chaostrophy – 5:37
12. Lorca Not Orca – 2:04
13. Love's Secret Domain – 3:52